# Cinclosoma
Cinclosoma es un género de aves paseriformes de la familia Psophodidae. El género se distribuye por una gran variedad de hábitats de Australia y Nueva Guinea, desde bosques a desiertos. El género está estrechamente relacionado con las zordalas de Nueva Guinea (Ptilorrhoa). Se reconocen siete especies actualmente.

## Especies
El género tiene las siguientes especies:
- Género Cinclosoma
  - Cinclosoma ajax – zordala pintada;
  - Cinclosoma punctatum – zordala manchada;
  - Cinclosoma castanotum – zordala castaña;
  - Cinclosoma castaneothorax – zordala pechicastaña;
  - Cinclosoma marginatum – zorzala occidental;
  - Cinclosoma alisteri – zordala de Nullarbor;
  - Cinclosoma cinnamomeum – zordala canela.